# パズマニー PL-1
PL-2
フロリダ州ウィンターヘイヴン空港のパスマニーPL-2（2011年）
- 用途：複座練習機
- 設計者：ラディスラオ・パズマニー（英語版）
- 製造者：パズマニー・エアクラフト・コーポレーション
- 運用者

  - （中華民国空軍）
  - （インドネシア空軍）
- 初飛行：1962年

パズマニー PL-1 ラミナー と パズマニー PL-2は、ラディスラオ・パズマニーが設計したアメリカ製2人乗りの練習機、個人向け軽飛行機であり、彼の会社であるパズマニー・エアクラフト・コーポレーションがホームビルト機として販売している。この航空機は台湾（中華民国）でAIDC PL-1B 介寿号（介壽）としてライセンス生産された。その後、改良型のPL-2が製造された。1977年にスリランカ空軍航空技術航空団がPL-2の改良型を開発し、実戦経験はないが航空ショーで使用された。 

## 開発
PL-1 ラミナーは、ラディスラオ・パズマニーが最初に設計したものであり、ホームビルト機として販売されることを意図していた。試作機は1962年3月23日に初飛行。PL-1は、固定式三輪着陸装置を備えた片持ち翼の低翼単葉機である。2名の乗員が横並びに座れる座席を持ち、95馬力（71kW）のコンチネンタルC-90レシプロエンジンを搭載している。漢翔航空工業（AIDC）が計画を取得し、評価用としてPL-1を製造し、1968年10月26日に初飛行した。その後、AIDCは中華民国空軍向けに150馬力（112kW）のAVCOライカミングO-320エンジンを搭載したPL-1Bを58機製造した。 
初飛行後まもなく、パズマニーは改良型のPL-2を製造した。これはコックピット幅をわずかに広げ、構造を変更してホームビルト機を作りやすくしたもの。PL-2は東南アジアの多くの空軍で評価された。インドネシアではLipnur LT-200としてライセンス生産された。 

## 派生型
PL-1
小型ホームビルト機用の最初の設計
PL-1B
150hp（112kW）のAVCOライカミングO-320エンジンを搭載したAIDC製のライセンスモデル。58機製造。
PL-2
より丸みを帯び、より広いコックピット、翼の上反角の増加
PL-2A
改良モデル、全金属製、複座機
LT-200
Lipnur（インドネシア）によるライセンス生産機

## 運用者
インドネシア

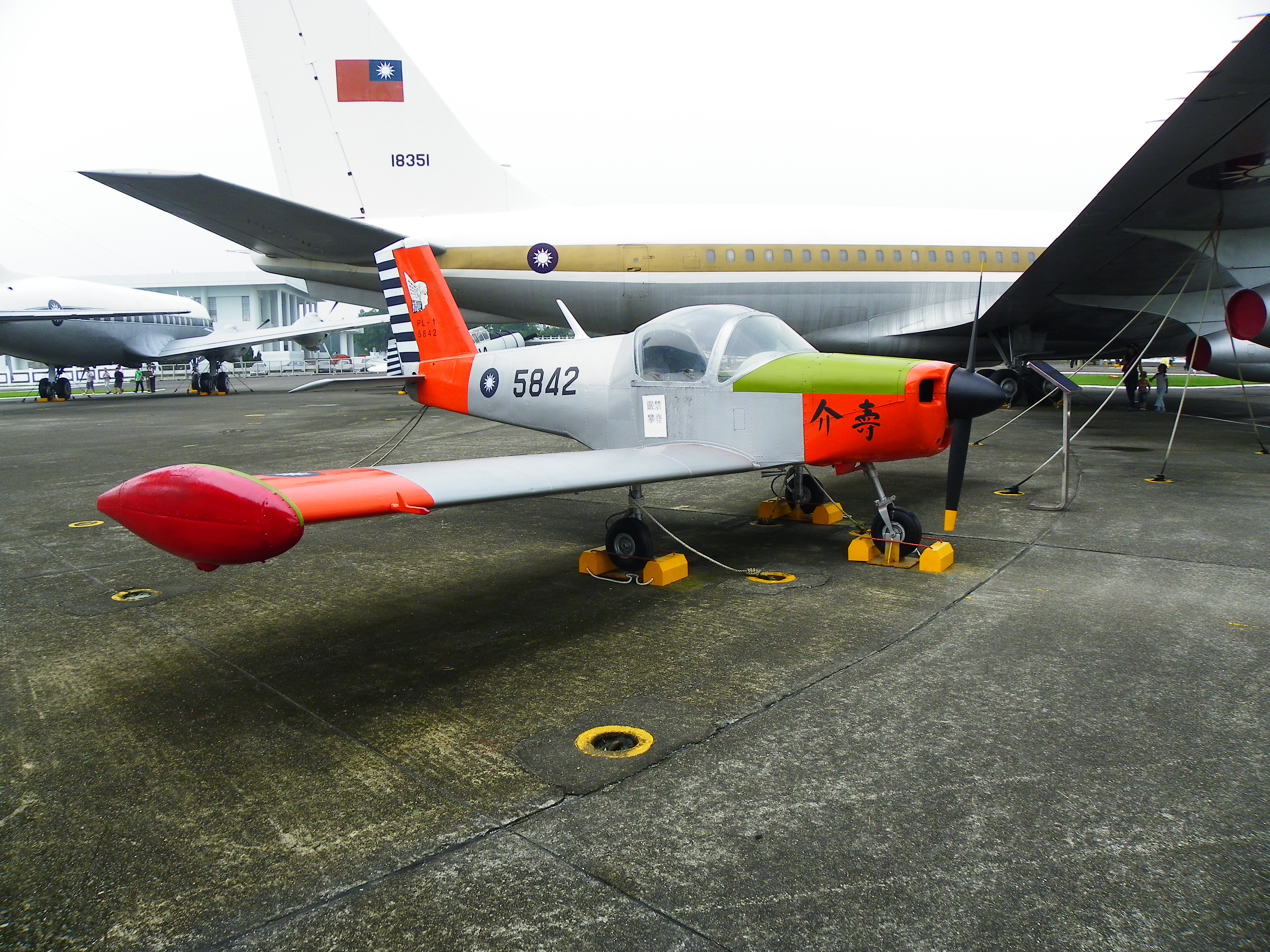
中華民国空軍PL-1B初等練習機

- インドネシア空軍 - LT-200（PL-2）

 ベトナム共和国
- ベトナム空軍 - 1機のみ。現在は使用されていない。Tien Phong「パイオニア」と命名され、米国の指導の下で製造された。1972年に追加計画は中止された[4]。

 中華民国（台湾）
- 中華民国空軍 - （PL-1）（PL-1A）（PL-1B）
- 中華民国陸軍 - （PL-1B）

## 元運用者
スリランカ
- スリランカ空軍 - スリランカ製のPL-2は1980年代初頭まで運用されていた。

## 仕様（LT-200）
- 乗員: 2
- 全長: 19 ft 3½ in (5.88 m)
- 翼長: 28 ft 0 in (8.53 m)
- 全高: 7 ft 7 in (2.31 m)
- 翼面積: 116.0 ft2 (10.78 m2)
- 空虚重量: 904 lb (410 kg)
- 総重量: 1609 lb (730 kg)
- エンジン: 1 × AVCO ライカミング O-320-E2A 水平対向 4気筒, 150 hp (112 kW)
- 最大速度: 152 mph (245 km/h)
- 滞空時間: 5時間 30分
- 実用上昇限度: 14,995 ft (4570 m)